# 巴塔尔·恰德拉
巴塔尔·恰德拉（1939年—）蒙古族，蒙古后杭爱省人，蒙古国物理学家。

## 生平
恰德拉自莫斯科国立大学毕业并获得物理学学位。恰德拉是博士，并为蒙古科学院院士。历任蒙古科学院自然与环境研究所的科学秘书，杜布纳联合原子能研究所的科学秘书。他也是蒙古科学院物理学与数学研究所的研究秘书长。后来，他历任物理学与技术研究所所长、蒙古科学院副院长、院长。他还是可再生能源研究所研究员。
2000年至2004年，恰德拉在后杭爱省当选国家大呼拉尔委员。他还是蒙古人民革命党党员。

## 家庭
恰德拉已婚，有四个孩子。